# Nowa Osada (województwo lubelskie)
Nowa Osada – wieś w Polsce położona w województwie lubelskim, w powiecie janowskim, w gminie Godziszów.
Wieś w sołectwie Kawęczyn obejmującym miejscowości Kawęczyn i Nowa Osada. W latach 1975–1998 miejscowość administracyjnie należała do województwa tarnobrzeskiego. Według Narodowego Spisu Powszechnego (III 2011 r.) liczyła 222 mieszkańców i była ósmą co do wielkości miejscowością gminy Godziszów.